# Orbis Terrarum
Orbis Terrarum (Internationale Zeitschrift für Historische Geographie der Alten Welt, franz. Revue de géographie historique du Monde Ancien, engl. Journal of Historical Geography of the Ancient World, ital. Rivista di geografia storica del mondo antico) ist eine wissenschaftliche Zeitschrift. Sie verbindet die Themenfelder der Altertumswissenschaften mit denen der Geowissenschaften, vor allem der Geographie. Die Orbis Terrarum ist das Publikationsorgan der „Ernst-Kirsten-Gesellschaft. Internationale Gesellschaft für Historische Geographie der Alten Welt“.
Orbis Terrarum, begründet von Eckart Olshausen, erscheint seit 1995 einmal jährlich im Stuttgarter Franz Steiner Verlag. Die Themen der Aufsätze umfassen zeitlich und räumlich alle Kulturen des Altertums, allerdings nehmen allein schon aufgrund der Quellenlage die Beiträge zur Antike den größten Raum ein. Inhaltlich reicht die Themenpalette von der Beschäftigung mit den antiken Autoren im Zusammenhang mit geographischen Gegebenheiten, über Themen wie Deportationen innerhalb der Alten Welt, der Sichtweise auf „die Fremde“ im Altertum bis hin zur Analyse historischer Geokatastrophen, den Wechselwirkungen zwischen Mensch und Umwelt, als auch topographische Probleme sind inhaltlicher Bestandteil der Zeitschrift.
Das Herausgebergremium der Zeitschrift besteht aus Michael Rathmann, Veronica Bucciantini und Frank Daubner, unterstützend wirken Pascal Arnaud, Serena Bianchetti, Angelos Chaniotis, Anca Dan, Daniela Dueck, Hans-Joachim Gehrke, Herbert Graßl, Anne Kolb, Ray Laurence, Alexander Podossinov, Francesco Prontera, Sergei Saprykin, Vera Sauer, Mustafa Hamdi Sayar, Holger Sonnabend und George Tolias. Publikationssprachen sind alle gängigen Wissenschaftssprachen, vor allem jedoch Deutsch, Englisch, Französisch, Italienisch und Spanisch.
Nachdem zunächst über längere Zeit der Jahresrhythmus eingehalten werden konnte, kam es in den 2000er Jahren zu starken Verzögerungen. Der 9. Band beinhaltete nun den Zeitraum 2003 bis 2007, Band 10 den Zeitraum 2008 bis 2011 und Band 11 den Zeitraum 2012/13. Seit Band 12 (2014) ist der jährliche Publikationsrhythmus wieder erreicht.